# 아이튠즈
아이튠즈(영어: iTunes, /ˈaɪtjuːnz/)는 애플의 미디어 기기 관리 프로그램이다. 처음엔 아이팟에 아이튠즈 스토어와 연계하여 음악 및 각종 미디어를 넣기 위한 프로그램 이었으나, 지금은 아이폰, 아이패드, 애플 TV와 같은 여러 애플 기기에서 동기화할 수 있다. 아이튠즈는 음악, 동영상 등과 같은 여러 미디어를 기기에 넣을 수 있으며, 앱 스토어에 접속하여 앱을 iOS 기기에 설치할 수 있다. 이외에도 iOS 기기 업데이트나 iOS 기기관리 등을 할 수가 있다. 아이튠즈는 macOS에서 설치할 수 있고, 윈도우에서도 설치할 수 있다.
아이튠즈는 ID 태그를 기반으로 음악과 동영상을 관리한다. 팟캐스트를 구독하고 관리할 수 있으며 자신의 보관함을 네트워크 상의 다른 아이튠즈 사용자와 공유할 수 있다. 아이튠즈와 동기화할 수 있는 장비의 대수에는 제한이 없고 음악 파일 역시 회수 제한 없이 음악 시디로 복사할 수 있다. 아이튠즈 7에는 앨범 사진을 보면서 빠르게 음악을 검색할 수 있는 커버 플로 기능과 아이튠즈 스토어에서 구입한 파일을 같은 계정을 사용하는 컴퓨터로 전송하는 양방향 전송 기능이 추가되었다.
음악을 다운로드받을 때, mp3 포맷이 아닌 m4a 포맷으로 받아진다. 이는 아이튠즈 내장 변환기를 이용해 mp3 포맷으로 변환이 가능하다.

## 역사
1998년에 Casady & Greene이 출시한 사운드잼 MP(SoundJam MP)은 애플이 2000년에 인수할 때 이름이 "아이튠즈"로 변경되었다. 이 소프트웨어의 주 개발자들은 인수의 일부로서 애플로 옮겼으며 사운드잼의 사용자 인터페이스를 단순화시키고 CD를 굽는 기능을 추가하고 녹음 기능과 스킨 기능을 제거하였다. 아이튠즈의 최초 버전은 "세계 최고의 가장 사용하기 쉬운 주크박스 소프트웨어"로 광고되었고, 2001년 1월 9일 발표되었다. 아이튠즈의 차기 릴리스는 새로운 하드웨어 장치와 연계되어 "스마트 플레이리스트", 아이튠즈 스토어, 새로운 오디오 포맷을 포함한 새로운 기능 지원이 차츰 포함되었다.

### 플랫폼 이용
애플은 2003년에 윈도우용으로 아이튠즈를 출시했다. 2017년 5월 마이크로소프트와 애플은 그 해 말까지 아이튠즈를 마이크로소프트 스토어로 가져올 것이라 발표하였으며 이는 소프트웨어가 마이크로소프트 스토어 지원으로 국한된 윈도우 10 S 장치와 연동시키기 위함이었다. 그러나 애플은 12월 지디넷에서 올바르게 맞춰야 할 시간이 조금 더 필요하다며 2017년에는 불가능할 것이라 이야기했다. 애플은 2018년 4월 26일 마이크로소프트 스토어 버전을 출시했다.

## 같이 보기
- 애플
- 아이튠즈 스토어
- 아이팟